# DoPDF
doPDF（ドゥー・ピー・ディー・エフ）は、Softland社によって開発されたPDF（Portable Document Format）プリンタドライバであり、印刷機能を備えたあらゆるアプリケーションからPDFファイルを作成することができます。作成されるPDFファイルの解像度は自動または手動で設定可能です。
doPDFはフリーウェアであり、広告が表示されます。また、Softlandの商用ソフトウェアであるnovaPDFの簡易版でもあり、後者には暗号化、パスワード保護、デジタル署名、URLリンク対応、透かし機能、PDFバージョンの選択など、より高度な機能が搭載されています。

## 機能
doPDFは商用および個人利用の両方に対応したフリーウェアアプリケーションです。対応OSはWindows 11、Windows 10、Windows 8、Windows 7、Windows Vista、Windows Server 2019、Windows Server 2016、Windows Server 2012、Windows Server 2008 R2です。 バージョン9以前は、Windows XP、Windows 2000、Windows Server 2003、Windows Server 2008にも対応していました。
解像度は72から2400 dpiまで手動設定可能で、定義済みおよびカスタムの用紙サイズにも対応しています。テキスト文書から生成されたPDFは、すべての言語で検索可能です。
旧バージョンのdoPDFはGhostscriptや.NET Frameworkを使用しておらず、自己完結型のアプリケーションでした。たとえば、バージョン6.3.311は1.73 MB、バージョン7.0.321は2.98 MBと非常に軽量でした。最新版では60 MB以上に増加しています。 Softlandは「他の無料PDFコンバーターと比較して、doPDFは変換時にほとんどCPUやメモリを消費しない」と主張しています。
バージョン8以降、doPDFは.NET Framework（バージョン4）を必要とし、対応OSは以下の通りです：
| 「 | Windows 10、Windows 8/8.1（32ビットおよび64ビット）、Windows 7、Windows Server 2016、Windows Server 2012、Windows Server 2008、Windows Vista、Windows Server 2003、Windows XP SP3（32ビット）。 | 」 |

インストール後は、任意のWindowsアプリケーションの印刷メニューから「doPDF」プリンターを選択することで使用できます。保存場所を指定すると、PDFファイルとして出力され、既定のPDFリーダーで自動的に開きます。
レビューサイトDownload.comのセス・ローゼンブラット氏は、doPDF 6.2.301について次のように述べています：
| 「 | doPDFは、PDFのファイル名と保存場所を設定できるシンプルな出力ダイアログを提供します。高度なオプションでは解像度も手動で設定可能ですが、PDFサイズへの影響を理解していない場合はやや扱いが難しいかもしれません。シンプルな用途には最適ですが、細かい調整が必要なプロジェクトには他の選択肢を検討すべきでしょう。 | 」 |

バージョン7は2009年12月初旬にリリースされ、Windows 7との完全な互換性およびType 1フォントへの対応が追加されました。フォント全体ではなく部分的に埋め込む方式により、出力されるPDFファイルのサイズが小さくなっています。

## 受賞と評価
- BetaNewsの「Editor's Pick」に選出[12]
- 2007年3月7日、LifeHackerの「Download of the Day」に選出[13]
- Softpediaで評価4.2/5（「Very Good」）[14]